# Józef Gigiel-Melechowicz

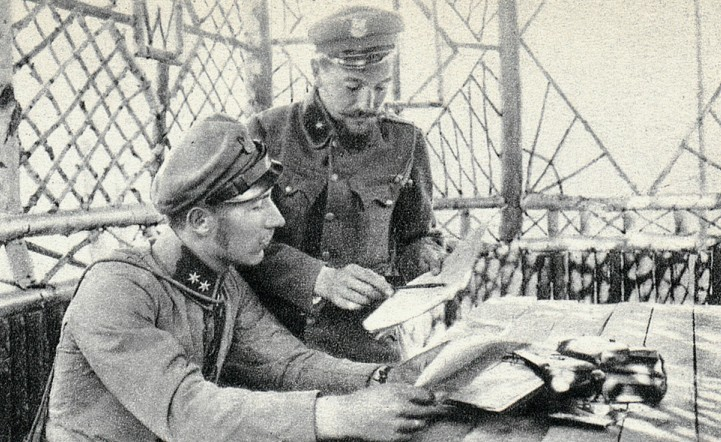
Por. Józef Gigiel (ps. Traunicht) z adiutantem 6 pułku piechoty ppor. Stanisławem Świtalskim. Okres służby w Legionach.

Józef Gigiel-Melechowicz vel Józef Gigiel, ps. „Traunicht”, „Melechowicz” (ur. 6 marca 1890 w Samborze, zm. wiosną 1940 w Charkowie) – pułkownik piechoty Wojska Polskiego, działacz niepodległościowy, kawaler Orderu Virtuti Militari, ofiara zbrodni katyńskiej.

## Życiorys
Syn Antoniego i Marii z Kroczaków urodzony 6 marca 1890 w Samborze. W latach 1900–1906 ukończył pięć klas w c. k. Gimnazjum im. Arcyksiężniczki Elżbiety w Samborze. Później przez rok studiował teologię w Klasztorze Reformatów w Krakowie oraz ukończył kurs uzupełniający z wyższego gimnazjum i zdał maturę w Gimnazjum św. Anny w Krakowie, lecz świadectwa nie otrzymał. Podjął pracę na kolei jako urzędnik niższego szczebla. W latach 1911–1912 odbył obowiązkową służbę wojskową w Śląsko-Morawskim Pułku Piechoty Nr 100 w Krakowie, w charakterze jednorocznego ochotnika. W październiku lub listopadzie 1912 wstąpił do Związku Strzeleckiego.

Po wybuchu I wojny światowej, od 6 sierpnia 1914 służył w Legionach Polskich pod pseudonimem „Traunicht”. Dowodził plutonem w 3. kompanii II, a następnie III batalionu 1 pułku piechoty. 22 grudnia 1914 został ciężko ranny w bitwie pod Łowczówkiem, podczas walk prowadzonych przez I Brygadę z wojskami rosyjskimi w dniach 22–25 grudnia 1914. Do 1 lipca 1915 leczył się w szpitalu. 9 sierpnia 1915 został awansowany na stopień podporucznika.11 listopada 1915 awansowano go na stopień porucznika, a 1 listopada 1916  kapitana. 5 lipca 1916 był wyróżniającym się oficerem w walkach z wojskami rosyjskimi pod Polską Górą (Góra Polaków), za co 17 maja 1922 został uhonorowany Krzyżem Srebrnym Orderu Wojskowego Virtuti Militari. We wniosku o nadanie tego odznaczenia napisano, m.in.:

5.7.1916 r. 5 kompania 6 pp w kontrataku na Górę Polaków, wobec niezrównania skrzydeł przez inne kompanie, znalazła się w trudnej sytuacji i pozostała sama wobec przeważającego przeciwnika. Dzięki swej ogromnej odwadze i przytomności umysłu por. Gigiel rzucił kompanię na bagnety, robiąc wyłom i powodując popłoch w szeregach nieprzyjaciela. Wobec kontrataku cofnął się dopiero na rozkaz, ustępując krok za krokiem z nieliczną garstką żołnierzy. W tym dniu odznaczył się po raz wtóry, kiedy po południu, w huraganowym ogniu i po śmierci dowódcy batalionu, objął jego dowództwo. Otoczony i skazany na zagładę, zdziesiątkowany batalion, wyprowadził na następne pozycje, które, mimo ogromnego popłochu oddziałów węgierskich, obsadził natychmiast i przygotował do obrony, mimo nadludzkiego wyczerpania niecałych 50% pozostałych przy życiu żołnierzy.

Po wyleczeniu ran otrzymał przydział do 6 pułku piechoty, w którym służył do kryzysu przysięgowego jako dowódca II, a później III batalionu. Latem 1917 odmówił złożenia przysięgi na wierność cesarzowi Niemiec, za co we wrześniu 1917 został aresztowany w Przemyślu i przewieziony do Warszawy. Z więzienia udało mu się uciec 18 lutego 1918. Będąc na wolność prowadził działalność niepodległościową, nawiązując kontakt z POW w Warszawie, Lublinie, Kijowie i Odessie. W tym czasie przybrał nowy pseudonim „Melechowicz”, który z czasem stał się drugim członem jego nazwiska. 
W listopadzie 1918 przystąpił do Wojska Polskiego. 12 czerwca 1919 objął dowództwo Batalionu Zapasowego 6 pułku piechoty Legionów w Płocku. Od 10 stycznia do 31 marca 1920 był odkomenderowany na wyższy kurs aplikacyjny dowódców batalionów w Rembertowie. 1 kwietnia 1920 został przydzielony do Dowództwa Okręgu Generalnego „Pomorze” na stanowisko szefa Oddziału II i IV. 15 lipca 1920 został zatwierdzony w stopniu majora z dniem 1 kwietnia 1920, w piechocie, w „grupie byłych Legionów Polskich”. Od 15 lipca do 31 sierpnia 1920 był organizatorem i dowódcą 263 ochotniczego pułku piechoty, a następnie pozostawał w rezerwie personalnej Dowództwa Frontu Północnego. 15 września został przydzielony do Dowództwa 1 Dywizji Legionów, a 24 listopada 1920 do Dowództwa Wojska Litwy Środkowej. 1 czerwca 1921 pełnił służbę w Dowództwie Odcinka Kordonowego Wilno, pozostając na ewidencji macierzystego 6 pp Leg. W październiku 1921 został przeniesiony do 15 pułku piechoty „Wilków” w Dęblinie. Od 6 marca do 6 lipca 1922 był słuchaczem kursu dowódców piechoty dywizyjnej i pułków piechoty w Doświadczalnym Centrum Wyszkolenia Armii w Rembertowie. Egzamin z taktyki zdał z wynikiem dostatecznym, a z pozostałych przedmiotów z wynikiem dobrym. W międzyczasie (3 maja 1922) został zweryfikowany w stopniu podpułkownika ze starszeństwem z dniem 1 czerwca 1919 i 229. lokatą w korpusie oficerów piechoty. W lipcu 1922 został przeniesiony do 16 pułku piechoty w Tarnowie na stanowisko zastępcy dowódcy pułku. W kwietniu 1924 został przeniesiony do 54 pułku piechoty Strzelców Kresowych w Tarnopolu na stanowisko zastępcy dowódcy pułku. 22 maja 1925 został zatwierdzony na tym stanowisku. 31 marca 1927 został przeniesiony do 40 pułku piechoty we Lwowie. 1 stycznia 1928 został mianowany pułkownikiem ze starszeństwem z dniem 1 stycznia 1928 i 15. lokatą w korpusie oficerów piechoty. Z dniem 3 lutego 1928 został przeniesiony służbowo do Doświadczalnego Centrum Wyszkolenia w Rembertowie, w charakterze słuchacza III unifikacyjnego trzymiesięcznego kursu dowódców pułków. 17 listopada 1936 inspektor armii, generał dywizji Kazimierz Fabrycy wystawił mu następującą opinię: „Bardzo dobry w terenie i z wojskiem. Na mapie wychodzi gorzej. Wychowawca słaby. Upija się - wysłany przez dcę OK do lecznicy na 3 miesiące. Typ dobrego bojowego dcy, z którym nie wiadomo co zrobić w czasie pokoju”. 12 stycznia 1937 został przeniesiony do dyspozycji dowódcy Okręgu Korpusu Nr VI we Lwowie.
W kampanii wrześniowej 1939 był dowódcą Podkarpackiej Brygady Obrony Narodowej. Po agresji ZSRR na Polskę w czasie walk dostał się do niewoli radzieckiej. Przebywał w obozie jenieckim w Starobielsku. Wiosną 1940 został zamordowany przez funkcjonariuszy NKWD w Charkowie i pogrzebany w bezimiennej mogile zbiorowej w Piatichatkach, gdzie od 17 czerwca 2000 mieści się oficjalnie Cmentarz Ofiar Totalitaryzmu w Charkowie.
Był żonaty z Teresą (zm. 1971 w Londynie), z którą miał dwóch synów: Zdzisława Karola (1920–2011), porucznika 7 pułku artylerii konnej, odznaczonego Orderem Virtuti Militari i Mieczysława Antoniego Marię (1922–1991).
Postanowieniem nr 112-48-07 Prezydenta RP Lecha Kaczyńskiego z 5 października 2007 został awansowany pośmiertnie na stopień generała brygady. Awans został ogłoszony 9 listopada 2007 w Warszawie, w trakcie uroczystości „Katyń Pamiętamy – Uczcijmy Pamięć Bohaterów”.

## Ordery i odznaczenia
- Krzyż Srebrny Orderu Wojskowego Virtuti Militari nr 6322 – 17 maja 1922[14][49][15][50]
- Krzyż Niepodległości – 6 czerwca 1931 „za pracę w dziele odzyskania niepodległości”[51][52][53]
- Krzyż Walecznych czterokrotnie – 31 lipca 1922[54][55][56]
- Złoty Krzyż Zasługi – 10 listopada 1928[57][58]
- Medal Pamiątkowy za Wojnę 1918–1921 – 1928[59]
- Medal Dziesięciolecia Odzyskanej Niepodległości – 1928[59]
- Odznaka za Rany i Kontuzje z jedną gwiazdką[60]
- Odznaka „Za wierną służbę”[61]
- Krzyż Pamiątkowy 6 pułku piechoty Legionów Polskich[61][62]
- Odznaka Pamiątkowa Więźniów Ideowych[63]
- Medal Zwycięstwa – 6 sierpnia 1928[64][59]
- Medal Zasługi Wojskowej[65][61]

## Upamiętnienie
7 kwietnia 2018 w Gdańsku, w ramach akcji „Katyń... pamiętamy” / „Katyń... Ocalić od zapomnienia”, na promenadzie przy stadionie, który w tym czasie nosił nazwę Energa Gdańsk, zasadzono trzy Dęby Pamięci, z których jeden honoruje Józefa Gigiela-Melechowicza.
W katedrze polowej Wojska Polskiego w Warszawie, znajduje się poświęcono mu tablica.